# تل الشوك
تل الشوك قرية فلسطينية تقع غرب مدينة بيسان على حدود قضاء جنين. وتربطها طريق فرعية معبدة بمدينة بيسان، كما تربطها طرق فرعية ممهدة بقرى الأشرفية وفرونه والسامرية. هجر سكانها في 12 مايو 1948 كجزء من «عملية جدعون».

## الموقع
أقيمت قرية تل الشوك في أقصى الطرف الغربي من سهل بيسان قرب الحافة الغربية للسهل بين نهر جماعين (شمالاً) ووادي الجوسق (جنوباً), في رقعة مستوية من الأرض تنحدر بالتدريج نحو الشمال الشرقي عند قواعد جبال فقوعة. وتنخفض 100 م عن سطح البحر. بها عين العاصي وتوجد بها عيون المدّوع على بعد نصف كيلومتر جنوبي غرب القرية، وتغذي بمياهها وادي المدوع أحد روافد وادي شوباش الذي يرفد بدوره نهر الأردن. وكان ثمة سد عليه طاحونة تدار بالمياه، على بعد 0,2 كيلومتر إلى الغرب. وكانت طريق فرعية تربط تل الشوك بمدينة بيسان مباشرة، وطرق أخرى ترابية تصلها بالقرى المجاورة. وتل الشوك صغيرة المساحة اشتملت في عام 1945 على ثلاثين بيتاً ينتظمها مخطط مستطيل. وكانت القرية شبه خالية من المرافق والخدمات العامة. وتوجد أمثال هذه الآثار في الجهتين الشمالية الشرقية والشرقية من القرية حيث يقع على التوالي تل الشمدين وتل الذهب. وتوجد بعض الآثار أيضاً في موقع عيون المدوع في الجهة الجنوبية الغربية. وموقع عين العاصي في الجهة الشمالية وكانت القرية مثلما يتبين من اسمها مبنية على تل تشاهد فيه بقايا أبنية أثرية. أما تل الشيخ حمود المجاور فكان يشاهد عليه بقايا أعمدة من الجرانيت.
كان في تل الشوك 58 نسمة في عام 1922، وانخفض عدد سكانها في عام 1931 إلى 41 نسمة، ثم ازداد عددهم في عام 1945 إلى 120 نسمة.

## الأراضي الزراعية
لتل الشوك أراض مساحتها 3.685 دونماً منها 290 دونماً للطرق والأودية، و3.116 دونماً وتسربت لليهود. وتتميز أراضي تل الشوك بخصب تربتها وتوافر مياهها الجوفية، لذا ازدهرت الزراعة فيها، وبخاصة الزراعة المروية التي تنتج الحبوب والخضر وأشجار الموز والحمضيات. كان ما مجموعه 33 دونما مما تبقى من أراضي القرية مخصصا للحبوب، و14 دونما مرويا أو مستخدما للبساتين.

## القرية اليوم
طرد اليهود خلال حرب 1948 السكان العرب، ودمروا بيوتهم، واستولوا على ممتلكاتهم ولم يبق من القرية أي أثر. وتغطي الأعشاب البرية والأشواك الموقع، وتخترقه قناة اصطناعية. وتشاهد شجرتا كينا كبيرتان في الموقع. أما الأرض المجاورة لوادي الجوسق، فيزرعها سكان مستعمرة نير دافيد التي أقيمت في سنة 1936 على أراضي قرية الساخنة المجاورة.